# Dziewczynka z parku
Dziewczynka z parku – powieść dla młodzieży autorstwa Barbary Kosmowskiej opublikowana w 2012 roku przez Wydawnictwo W.A.B. Ilustrowana przez Emilię Dziubak. Lektura szkolna dla dzieci, poruszająca trudny temat śmierci bliskiej osoby.

## Fabuła
Główną bohaterką jest młoda uczennica Andzia, która pół roku wcześniej straciła swojego ojca, ornitologa. Pocieszeniem dla niej staje się przyjaciel Jeremiasz, z którym spędza czas po szkole. Jeremiasz sam jest chory na cukrzycę, ale mimo walki z chorobą potrafi cieszyć się życiem. Dzieci spędzają wolny czas w tytułowym parku, miejscu, w którym Andzia spędzała dawniej dużo czasu z ojcem.

## Odbiór i analiza
W 2017 roku powieść trafiła na listę lektur szkolnych Ministerstwa Edukacji Narodowej (klasy I-III). Była nią nadal w kolejnej dekadzie (stan na rok 2024/2025).
Anna Józefowicz pisała w 2016 roku w czasopiśmie „Dziecko Krzywdzone. Teoria, badania, praktyka”, że książka ta „ukazuje sposoby na oswojenie się z odejściem rodzica, jak również uzmysławia małemu czytelnikowi, że poradzenie sobie z trudnym wydarzeniem, jakim jest śmierć ukochanej osoby, czyni z niego bohatera”. Zwraca uwagę, że książka porusza trudny temat (śmierci bliskiej osoby) „z różnych perspektyw: z punktu widzenia dziecka przeżywającego utratę rodzica, drugiego dziecka, które towarzyszy przyjaciółce w ciężkich chwilach, oraz samego dorosłego”; tą drugą osobą jest mama Andzi, która sama przeżywa trudny czas związany z rodzinną tragedią. Józefowicz podkreśla pedagogiczne i psychologiczne walory książki, w tym motyw oswajania dzieci z tematem śmierci, co powinno zmniejszyć traumatyczne przeżycia dzieci, które takie wydarzenie może spotkać, i nauczyć je empatii do rówieśników w analogicznych, trudnych sytuacjach. Pozytywnie ocenia też ilustracje Dziubak („melancholijne, nastrojowe”), które uznaje za „mocną stronę książki”. Mimo poruszania smutnego tematu, uznaje przesłanie książki za pozytywne, przedstawiające człowieka jako „istotę silną, zdolną do podniesienia się po każdym nieszczęściu”.
Do książki odniosła się także Bernadeta Niesporek-Szamburska w 2017 roku, pisząc, że książka „ukazuje różne etapy dziecięcej żałoby i próby pokonania rozpaczy” i „skłania do poszukiwania pocieszenia we wspomnieniach”.
Według Beaty Lisowskiej, piszącej w 2018 roku w czasopiśmie „Pedagogika. Studia i Rozprawy”, pozycja ta to „ciekawa propozycja czytelnicza dla uczniów edukacji wczesnoszkolnej”. Uznaje książkę za utwór statyczny, pozbawiony fabuły, „jednak bogaty w wiele metaforycznych treści dotyczących trudnych tematów... o trudnej tematyce egzystencjonalnej” (o poważnej chorobie i o stracie bliskiej osoby), równocześnie „pełny lirycznego wdzięku, subtelności i wzruszeń”. Lisowska pisze, że „artyzm tego utworu polega na tym, że autorka potrafiła z perspektywy dziecka opisać stan emocjonalny związany z cierpieniem po odejściu najbliższych”; chwali też ilustracje Dziubak, „która wyeksponowała specyficzny nastrój książki wymownymi, pastelowymi rysunkami, a także drobnymi ornamentami”. W podsumowaniu pisze, że jest to „opowieść o niebywałych wartościach artystycznych, silnie oddziałująca na doznania młodego czytelnika, ale też wymagająca uważnego i krytycznego czytania, otwierająca drzwi do świata metafor i symboli”. Lisowska do tematu tej książki powróciła dwa lata później w książce Współczesne idee w edukacji przedszkolnej i wczesnoszkolnej. Ze względu na „wysoką wartość literacką i edytorską tego tekstu” rekomenduje książkę jako lekturę dla uczniów, jako „znakomicie wypełniającą lukę w obowiązującym systemie edukacji, w którym pomijana jest tematyka związana z ludzką egzystencją, a zwłaszcza z problemem dotyczącym śmierci”. Lisowska dalej zauważa, że jest to utwór dla dzieci przełamujący tabu, jakim do niedawna było poruszanie tematów trudnych w tej literaturze; dodatkowo książka porusza więcej niż jeden trudny temat – poza motywem śmierci bliskiej osoby jest także opisana ciężka choroba kolegi Andzi – Jeremiasza, który choruje na cukrzycę, a także (choć już bardziej pobieżnie) motyw rozwodu w rodzinie innego dziecka, a w podsumowaniu tego artykułu pisze, że „utwór Kosmowskiej pozostanie w pamięci każdego czytelnika”.
W 2019 roku Dominika Panek pisząc o twórczości Emilii Dziubak zauważyła, że „szata graficzna utworu wyróżnia się na tle innych publikacji przygotowanych przez artystkę”, a w samej pracy graficzka użyła tu kilku technik, tworząc trzy różne serie graficzne: raz, naturalne wizerunki ptaków z elementami ludzkiej garderoby; dwa, usytuowane w ramkach rysunki z motywem roślinnym, w tym portrety bohaterów; i trzy, sceny ilustrujące wydarzenia z książki, nietypowo dla artystki „rozmazane lub pokazane jakby przez mgłę”, co nadaje książce „estetykę zbliżoną do pamiętnika”.
W 2020 roku Alicja Ungeheuer-Gołąb, omawiając w skrócie pozycje dla dzieci w lekturach szkolnych, uznała ten utwór za wartościową i wzruszającą pozycję.